# 辛自修
辛自修（1532年—1593年），字子吉，又字子言，號慎軒，晚更号容庵，河南開封府許州襄城縣人，民籍。明朝政治人物、进士出身。

## 生平
嘉靖二十八年（1549年），河南乡试中舉第五十名舉人。嘉靖三十五年（1556年），中式丙辰科會試第二百九十名，三甲第六十二名進士。兵部观政，授山西阳曲县知县，三十九年復除浙江海宁知县。四十年擢拔为吏科给事中，四十二年九月升本科右。巡視京營時，發現典營務鎮遠侯顧寰沉缅声色，協理僉都御史李燧怠職，彈劾两人，转吏科左给事中。四十四年二月擢拔為礼科都给事中。隆庆元年（1567年）二月，担任太仆寺少卿。
万历六年（1578年）三月起补应天府府丞，升大理寺右少卿，八年八月担任光禄寺卿，十月升都察院右佥都御史、巡抚保定等府兼管河道。万历九年（1581年）六月，時任保定巡抚，奏参祁州知州李际观謊報税粮一千八百余石。万历十年（1582年）二月，担任大理寺卿。万历十一年二月，担任兵部右侍郎，十二年三月与左佥都御史石星清理贴黄，升左侍郎，八月升南京右都御史。万历十四年正月，被神宗擢为左都御史，當時海瑞為右都御史。十五年主持京察，工部尚書何起鳴被拾遗，首辅不满，自脩遂引疾辭官。二十年六月起为南京刑部尚书，二十一年正月改工部尚书，未上任而卒，本年六月賜祭葬，赠太子太保，谥肃敏。

## 家族
先祖辛毗为三国魏侍中。曾祖辛訪，按察司副使；祖父辛溉，冠帶生员；父辛繼先，訓導、學正赠太仆寺少卿。母李氏，贈恭人；繼母張氏。兄自明（舉人）、弟自勉、自儆。

## 延伸阅读
[在维基数据编辑]
 《明史卷二百二十》，出自《明史》